# (2729) Urumqi
(2729) Urumqi es un asteroide perteneciente al cinturón de asteroides descubierto el 18 de octubre de 1979 por el equipo del Observatorio de la Montaña Púrpura desde el observatorio homónimo de Nankín, China.

## Designación y nombre
Urumqi recibió al principio la designación de 1979 UA2.
Más tarde, en 1991, se nombró por la ciudad china de Urumchi.

## Características orbitales
Urumqi orbita a una distancia media del Sol de 2,888 ua, pudiendo alejarse hasta 3,085 ua y acercarse hasta 2,691 ua. Su excentricidad es 0,06825 y la inclinación orbital 3,17 grados. Emplea 1792 días en completar una órbita alrededor del Sol.

## Características físicas
La magnitud absoluta de Urumqi es 11,5. Tiene un diámetro de 18,96 km y un periodo de rotación de 3,127 horas. Se estima su albedo en 0,1353.